# Пеноне, Джузеппе
Джузе́ппе Пено́не (итал. Giuseppe Penone; род. 3 апреля 1947, Гарессио, Италия) — итальянский скульптор и художник. Представитель «арте повера», лэнд-арта и концептуального искусства. В своих работах применяет исключительно природные материалы. Пеноне интересует история взаимоотношений человека и природы; центральный образ его искусства — дерево как живой организм, обладающий собственной формой и структурой.

## Биография
Джузеппе Пеноне родился в 1947 году в Гарессио (регион Пьемонт). Учился в Академии изящных искусств Альбертина (Турин) и в парижской Национальной высшей школе изящных искусств. Живёт и работает в Турине; преподаёт в Национальной высшей школе изящных искусств Парижа.

## Творчество
Первые творческие опыты Пеноне относятся к 1960-м годам. Уже в этот период определяется основная черта его стиля: диалог между природным и человеческим, взаимопроникновение художника и среды. Он создаёт скульптуры прямо в лесах родного Пьемонта, помещая бронзовые слепки собственных рук на стволы деревьев и обвивая стволы проволокой, повторяющей контуры его тела.
В эти же годы Пеноне сближается с представителями художественного течения арте повера. Первая индивидуальная выставка Пеноне состоялась в 1969 году в Турине.

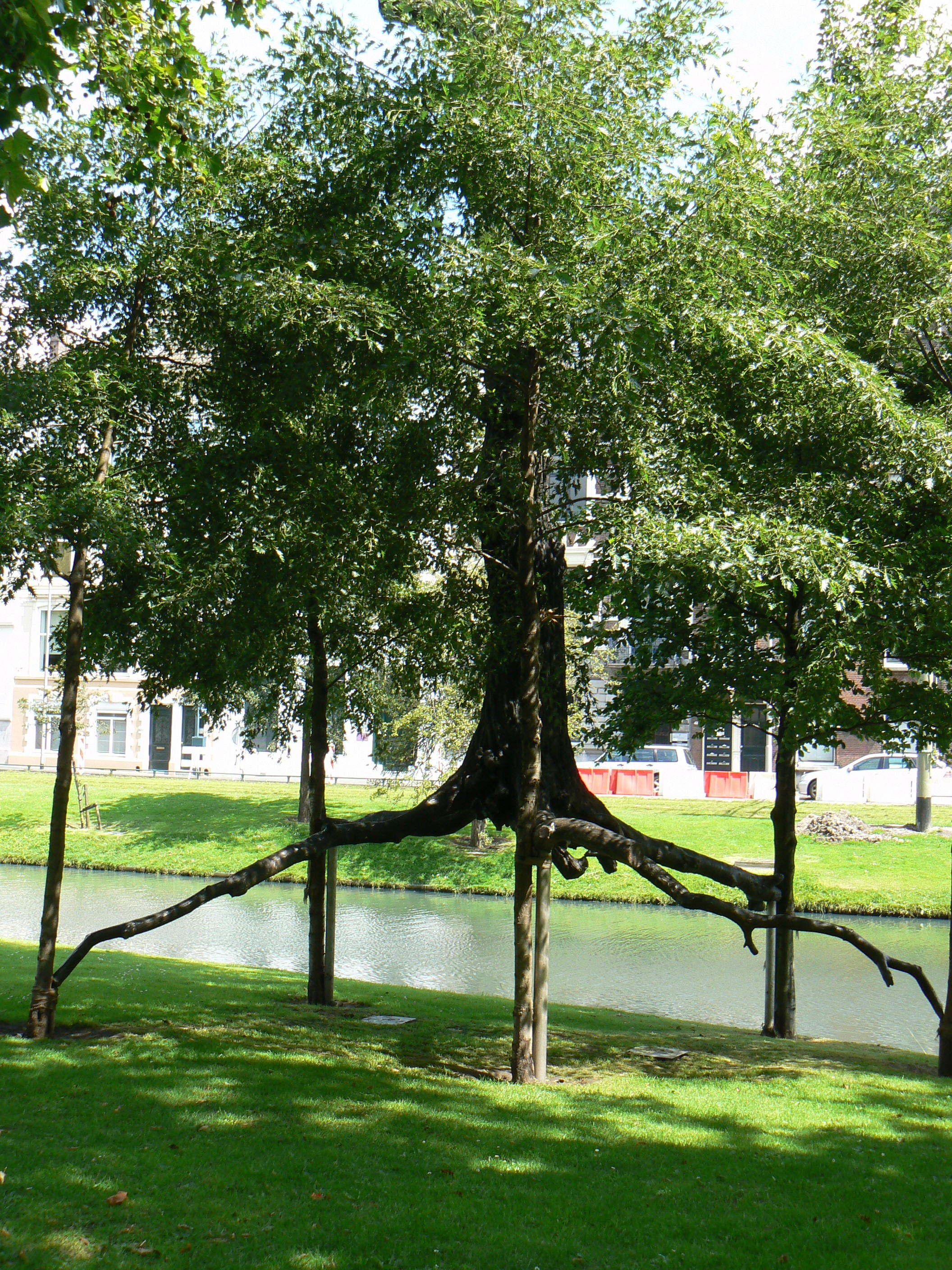
Джузеппе Пеноне. Elevazione, 2001 (Роттердам)

Пеноне работает с разнообразными материалами, в числе которых дерево, бронза, воск, стекло, глина, кожа и мрамор. Он нередко использует в своих произведениях отпечатки собственного тела, изучая отношения субъекта и материи. Скульптуры Пеноне иллюстрируют процессы, протекающие в живой природе, — рост, умирание и возрождение.
Особую роль в творчестве скульптора играют деревья. На их примере он изучает способность природы к разного рода трансформациям и метаморфозам. Пеноне частично обрабатывает срубленные деревья, открывая их внутреннюю структуру. Так, скульптура «Скрытая жизнь внутри» показывает этапы долгого и медленного роста дерева в природе. Скульптура «Двенадцатиметровое дерево» также иллюстрирует процессы роста; кроме того, в ней и в ряде подобных скульптур Пеноне показывает контраст между деревом как объектом живой природы и строительным материалом, который использует для своих нужд человек. В интервью 2018 года Пеноне сказал, что дерево для него «не мотив, а живое существо, у которого есть форма и структура».
Выставки скульптур Пеноне нередко проходят под открытым небом, вписываясь в ландшафт. В 2013 году подобная выставка состоялась в парке Версаля: 20 скульптур расположились вдоль Большого Канала и в Боскете Звезды. Среди скульптур были перевёрнутое корнями вверх дерево, живое деревце, проросшее из середины мёртвого, а также целый «лес» бронзовых деревьев, держащих на ветвях тяжёлые камни. В 2016 году подобная выставка состоялась в саду амстердамского Рейксмузеума.
Одним из наиболее известных произведений Пеноне является скульптура «Дерево гласных», находящаяся в парижском саду Тюильри. Она представляет собой отлитый в бронзе тридцатиметровый дуб, корни которого напоминают своими очертаниями пять гласных латинского алфавита. Скульптура находится под открытым небом, в окружении живых растений, иллюстрируя излюбленный Пеноне мотив слияния искусственного и естественного.
Работы Пеноне неоднократно выставлялись в крупнейших музеях мира, среди которых галерея Тейт в Лондоне, Музей современного искусства в Нью-Йорке, Музей современного искусства в Париже, Музей современного искусства в Лос-Анджелесе, центр Жоржа Помпиду в Париже, Национальная галерея современного искусства и Национальный музей искусств XXI века в Риме. Одна из наиболее масштабных выставок состоялась в 2018 году в Йоркширском парке скульптур. В том же году в Большом Дворе Зимнего Дворца в Санкт-Петербурге демонстрировалась скульптура «Идеи из камня — 1372 кг света».
В августе 2021 года работа Пеноне под названием «Пространство света» появилась на территории образовательного и арт-центра современного искусства «Дом культуры ГЭС-2» в центре Москвы. Скульптура состоит из восьми бронзовых фрагментов полого ствола с оттопыренными ветками и следами рук самого художника. Сходство этих оттисков с рисунком древесной коры воплощает для Пеноне неразрывную связь между человеком и природой.

## Награды
В 1989 году Джузеппе Пеноне был номинирован на премию Тёрнера. В 2001 году стал лауреатом премии Рольфа Шока в номинации «визуальные искусства». В 2014 году был награждён японской Императорской премией.

## Галерея

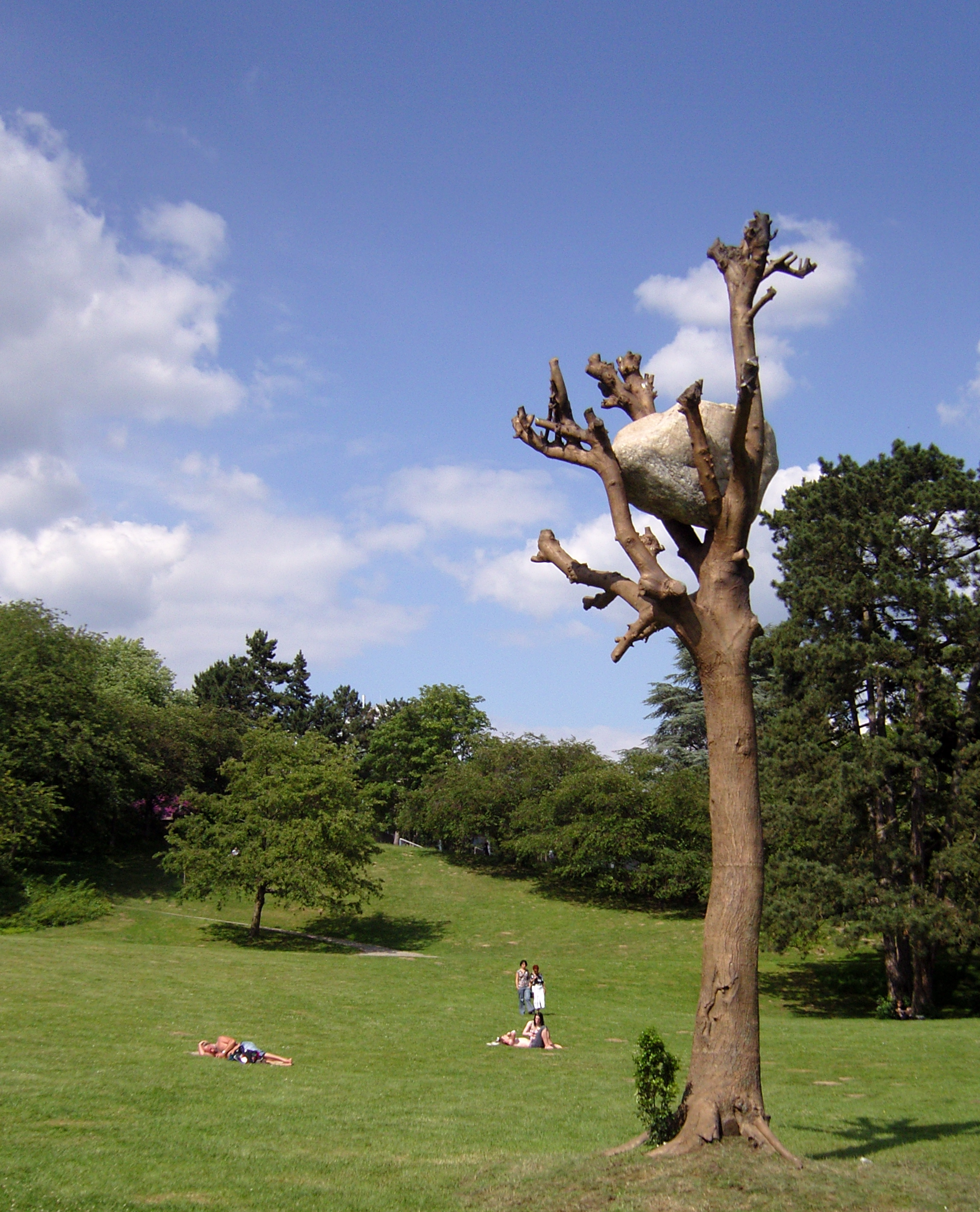
Идеи камня. 2006
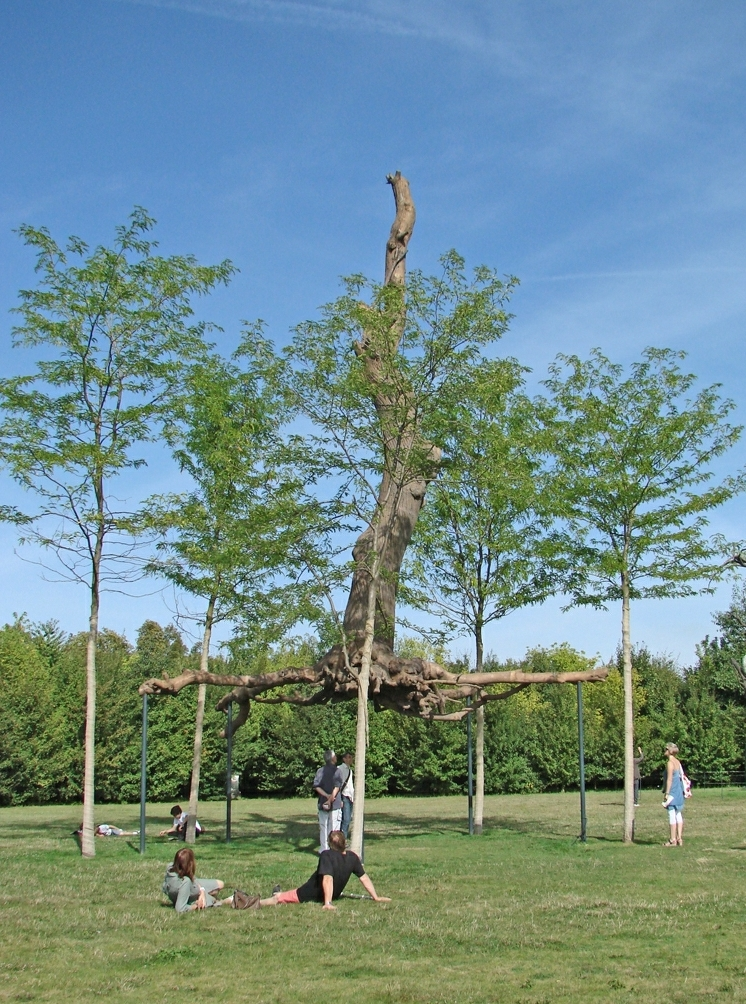
Возвышение. 2011
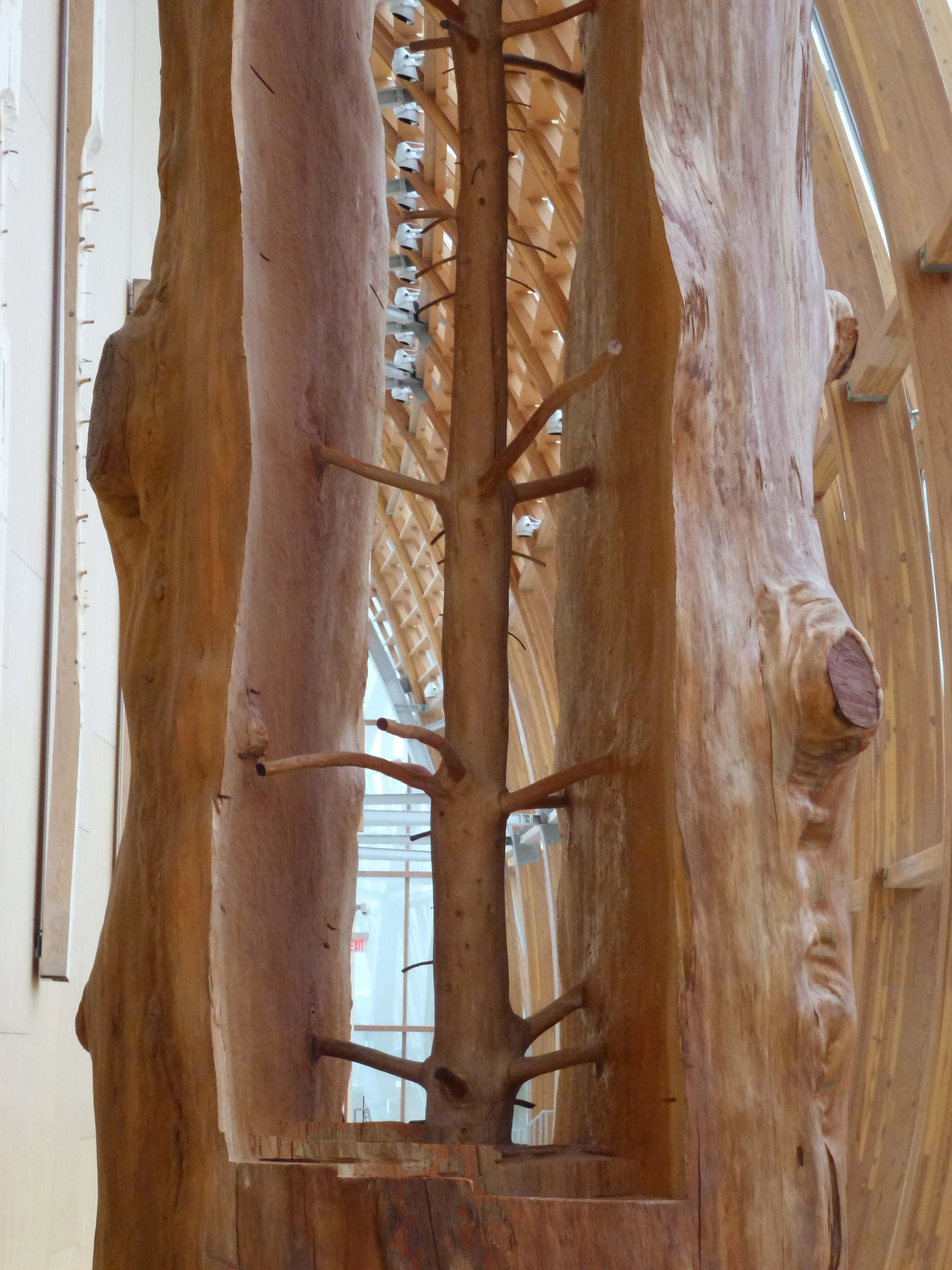
Скрытая жизнь внутри. 2012